# Cité du Couvent
La cité du Couvent est une voie du 11e arrondissement de Paris, en France.

## Situation et accès
La cité du Couvent est une voie publique située dans le 11e arrondissement de Paris. Elle débute au 99, rue de Charonne et se termine en impasse.

## Origine du nom
Cette voie porte ce nom car elle est sise sur l'emplacement de l'ancien prieuré des Bénédictines du Bon-Secours.

## Historique
L’allée du prieuré était bordée de marronniers.
La voie est ouverte sous sa dénomination actuelle en 1926.

## Bâtiments remarquables et lieux de mémoire
La cité abrite des locaux de la Grande Loge Féminine de France.